# Hans Feder Ponce
Hans Feder Ponce (Salamanca, España, 5 de junio de 1999) es un baloncestista argentino nacido en España. Actualmente se desempeña como escolta en Quique Club de la Liga Provincial de Básquetbol de Mayores de Entre Ríos en Argentina.

## Trayectoria
Aunque nació en España, su familia regresó a la Argentina en el año 2000, instalándose en la ciudad de Paraná. Comenzó a jugar al minibasket en el club Neuquén, pero a los 8 años pasó al Quique Club, donde se formó como deportista. En 2014 fue reclutado por Sionista, pero al año siguiente pasó a las filas de San Isidro, donde alternó entre el equipo profesional y el juvenil.
Permaneció con los sanfrancisqueños hasta fines de 2019, siendo luego cedido a Rosario Basket. A mediados de 2020 se incorporó como ficha juvenil a Oberá. Con los misioneros pudo debutar en la Liga Nacional de Básquet -el certamen más importante del baloncesto argentino-, pero actuó mayormente con la escuadra de reserva en el Torneo Federal de Básquetbol y en la Liga de Desarrollo. 
A fines de marzo de 2022 se sumó a CAO Ceres para afrontar el tramo final de la temporada 2021-22 de La Liga Argentina. Sin embargo, dos semanas después, se desvinculó de la institución santafesina para incorporarse como refuerzo a GEPU, club que militaba en La Liga Federal. Al culminar la temporada, renovó su contrato para jugar la temporada 2022-23 de La Liga Argentina.
Fue fichado en agosto de 2023 por Villa San Martín, otro equipo de la segunda categoría argentina. Terminada la temporada, pasó a reforzar a Centenario de Venado Tuerto.

### Clubes
| Club                        | País      | Año             |
| --------------------------- | --------- | --------------- |
| San Isidro                  | Argentina | 2015 - 2019     |
| Rosario Basket              | Argentina | 2020            |
| Oberá                       | Argentina | 2020 - 2022     |
| CAO Ceres                   | Argentina | 2022            |
| GEPU                        | Argentina | 2022 - 2023     |
| Villa San Martín            | Argentina | 2023 - 2024     |
| Centenario de Venado Tuerto | Argentina | 2024 - 2025     |
| Quique Club                 | Argentina | 2025 - Presente |